# Leucoloma subsecundifolium
Leucoloma subsecundifolium är en bladmossart som beskrevs av Brotherus 1894. Leucoloma subsecundifolium ingår i släktet Leucoloma och familjen Dicranaceae. Inga underarter finns listade i Catalogue of Life.